# Everybody's Fine
Pour les articles homonymes, voir Tout va bien (homonymie).
Pour plus de détails, voir Fiche technique et Distribution.
Everybody's Fine ou Tout va bien au Québec est un film dramatique américain écrit et réalisé par Kirk Jones, sorti en 2009.
Remake du film italien Ils vont tous bien ! (Stanno tutti bene), réalisé par Giuseppe Tornatore et sorti en 1990, avec Marcello Mastroianni, il met en vedette Robert De Niro, Drew Barrymore, Kate Beckinsale et Sam Rockwell, et narre l'histoire d'un veuf retraité, qui décide de parcourir les États-Unis afin de renouer le contact avec ses quatre enfants, après le décès de son épouse, qui maintenait les liens familiaux.  
Tourné entre avril et juin 2008, le film sort en décembre 2009 aux États-Unis, où il reçoit des critiques mitigées, qui saluent toutefois la prestation de Robert De Niro, tout en étant un échec commercial au box-office, restant trois semaines à l'affiche sur le territoire américain.
La chanson, (I Want to) Come Home, écrite et interprétée par Paul McCartney, qui sert de générique de fin, a été nommée au Golden Globe de la meilleure chanson originale.

## Synopsis
Frank Goode est un sexagénaire retraité d'une usine de fabrication de gaines en PVC pour isoler les fils électriques, qui vit seul depuis la mort de son épouse et espère que ses quatre enfants, Robert, Amy, Rosie et David viennent lui rendre visite. Mais la tâche est difficile de maintenir une relation avec ses enfants car la défunte était le liant de la famille. De plus, ils annulent un à un la visite. Bien décidé à voir les membres de sa famille, disséminés dans tous les États-Unis, Frank décide de partir faire un voyage en train et en autobus - l'avion lui étant déconseillé par son médecin en raison de son état de santé - pour les voir en leur faisant une surprise.
Sa première destination le conduit à New York où il espère voir David, devenu artiste peintre. Mais bien qu'il ait vu une de ses toiles dans une galerie à proximité du domicile de ce dernier, David ne se présente jamais à son domicile.
Par la suite, il va à Chicago rendre à visite à Amy. Tenant une agence de publicité, elle est mariée à Jeff et est la mère de Jack, un adolescent. Bien qu'heureuse de le voir, elle lui dit qu'il arrive au mauvais moment - elle avait décliné l'invitation de son père en prétextant que son fils Jack était souffrant. Cependant, il remarque que son petit-fils n'est pas malade, jouant avec lui au golf dans la cour de la maison, ainsi qu'une vive tension au cours du dîner entre Jack et son père. Le lendemain, Frank accompagne Amy à son emploi et écoute un pitch d'une publicité dont cette dernière s'occupe et l'emmène à la gare pour aller voir Robert à Denver. Dans cette même gare, il rencontre un collègue d'Amy.
Parallèlement à sa visite, Amy a des échanges par téléphone avec son frère et sa sœur, car David a des problèmes au Mexique. Elle décide de partir là-bas voir ce qui se passe et ils sont finalement d'accord pour ne pas dire la vérité à Frank.
À Denver, il se rend dans la salle de spectacles où il s'attend à voir Robert en chef d'orchestre, mais celui-ci n'est qu'un percussionniste. Robert dit à son père qu'il arrive au mauvais moment, devant partir en tournée en Europe avec l'orchestre. Il s'agit en fait d'un prétexte. Frank part alors à Las Vegas voir Rosie. Robert prévient cette dernière de son arrivée, bien que leur père voulût lui faire une surprise.
Sur un banc à la gare routière, il rate son train, et se fait amener à Réno grâce à une femme chauffeur de camion.
Dans une gare isolée, il donne un peu d'argent à un toxicomane qui essaye ensuite de le voler. Dans l'empoignade qui s'ensuit, Frank a le dessus et pousse à terre son assaillant, mais dans la bousculade, des affaires de son sac sont répandues au sol. Étant parvenu à se dégager, Frank voit en représailles son flacon de médicaments détruit par son assaillant qui l'écrase sous son talon. Le vieil homme récupère les débris de son flacon et de ses cachets. Ensuite, il tente en vain d'obtenir une ordonnance de son médecin (à qui il a menti à propos de ce voyage), pour remplacer ses précieux médicaments.
Il retrouve Rosie à la gare en limousine. Elle lui dit qu'elle a fait un spectacle la semaine précédente et l'emmène dans un luxueux appartement, où son amie Jilly lui apporte son bébé. Mais Frank entend un message sur le répondeur lui apprenant que l'appartement appartient en fait à un ami de sa fille. Pendant le dîner, ils discutent et Frank demande pourquoi elle et ses frères et sœur ne parlaient pas beaucoup avec lui. Il se sent mal à l'aise de savoir que ses propres enfants ne lui disent pas la vérité et cachent beaucoup de secrets !
Préférant retourner chez lui, Frank prend l'avion sans ses pilules, mais fait une crise cardiaque dans les toilettes de l'avion. Il rêve de ses quatre enfants, alors jeunes, autour d'une table avec lui pour dîner. Il sait que le mari d'Amy l'a quittée, ce qui explique le comportement de Jack envers ce dernier, que le bébé de Jilly s'avère être l'enfant de Rosie (elle avait mis au courant sa mère, mais n'en a jamais parlé à son père) qui est homosexuelle. Alors que Frank pense avoir encouragé ses enfants, de leur côté, ils pensent qu'il serait déçu de leurs vies respectives étant donné la pression qu'il mit sur leurs épaules. Il essaye de parler au David jeune, mais celui-ci se met à rire et ne veut rien dire.
Frank est hospitalisé. Il se réveille à l'hôpital où Amy, Robert et Rosie se retrouvent à son chevet. Sachant qu'il se passe quelque chose concernant David et voulant savoir la vérité, il apprend que ce dernier est décédé d'une overdose. La nuit, il a une vision de David et lui dit qu'il ne l'a jamais déçu.
Sorti de l'hôpital, il rend visite à la tombe de sa femme, lui parlant et disant que leurs enfants vont bien. Parti à New York, il va à la galerie d'art où fut exposée la toile de son défunt fils vue sur la devanture de l'établissement afin de l'acheter, mais celle-ci a été vendue. Après avoir donné ses coordonnées à la jeune femme de la réception, cette dernière, découvrant qu'il est le père de David, lui montre un tableau de son fils représentant des poteaux électriques.
La famille Goode, à présent réunie, se réunit pour fêter Noël dans la demeure de Frank, où Robert, Amy et Rosie l'aident à faire cuire la dinde. Amy est présente avec son collègue de travail, devenu son petit ami, Rosie sort avec Jilly et élève le bébé avec sa compagne.

## Fiche technique
- Titre original : Everybody's Fine
- Titre québécois : Tout va bien
- Réalisation : Kirk Jones
- Scénario : Kirk Jones, d'après le scénario original de Massimo De Rita, Tonino Guerra et Giuseppe Tornatore
- Musique : Dario Marianelli
- Direction artistique : Drew Broughton
- Décors : Andrew Jackness
- Costumes : Aude Bronson-Howard
- Photographie : Henry Braham
- Montage : Andrew Mondshein
- Production : Gianni Nunnari, Ted Field, Vittorio Cecchi Gori et Glynnis Murray
- Co-production : Nathalie Peter-Contesse
- Production déléguée : Craig J. Flores, Callum Greene, Nathalie Peter-Contesse, Joe Rosenberg, Meir Teper et Mike Weber
- Sociétés de production : Radar Pïctures et Hollywood Gang
- Société de distribution : Miramax Films (États-Unis)
- Budget : 21 millions de $[2]
- Pays de production :  États-Unis
- Langue originale : anglais
- Format : couleur — 35 mm et digital — 2,35:1 (Panavision) — son Dolby Digital
- Genre : drame
- Durée : 100 minutes
- Dates de sortie :
  - États-Unis : 4 décembre 2009
  - France : 14 avril 2010 (distribué uniquement en province[3])
- Classification : 
  - États-Unis : PG-13
  - France : tous publics

## Distribution
- Robert De Niro (VFB : Patrick Descamps ; VQ : Vincent Davy) : Frank Goode
- Drew Barrymore (VFB : Guylaine Gibert ; VQ : Aline Pinsonneault) : Rosie Goode
- Kate Beckinsale (VFB : Marcha Van Boven ; VQ : Camille Cyr-Desmarais) : Amy Goode
- Sam Rockwell (VQ : Gilbert Lachance) : Robert Goode
- Katherine Moennig (VFB : Dominique Wagner ; VQ : Marie-Ève Soulard La Ferrière) : Jilly
- James Frain (VQ : Tristan Harvey) : Tom
- Melissa Leo (VFB : Jacqueline Ghaye ; VQ : Chantal Baril) : Colleen
- Damian Young (VQ : Daniel Picard) : Jeff
- Lucian Maisel (VQ : Laurent-Christophe De Ruelle) : Jack
- James Murtaugh (VFB : Martin Spinhayer ; VQ : Claude Préfontaine) : Dr Ed
- Mattie Hawkinson (VFB : Maia Baran) : la jeune fille de la galerie d'art
- Austin Lysy (VFB : Mathieu Moreau) : David Goode
- Lily Mo Sheen (VFB : Aaricia Dubois) : Amy, jeune
- Seamus Davey-Fitzpatrick (VFB : Émilie Guillaume) : Robert, jeune
- Mackenzie Milone (VFB : Laetitia Liénart) : Rosie, jeune
- Chandler Frantz (VFB : Arthur Dubois) : David, jeune
- Brandon Sexton III : l'agresseur toxicomane
- Kene Holliday (VFB : Erwin Grünspan) : le boucher
- Ethan et Harrison Munsch : Max, le bébé

Source et légende : Version Française (VF) sur DVD Zone 2 et Doublagissimo; Version Québécoise (V.Q.) sur Doublage Québec

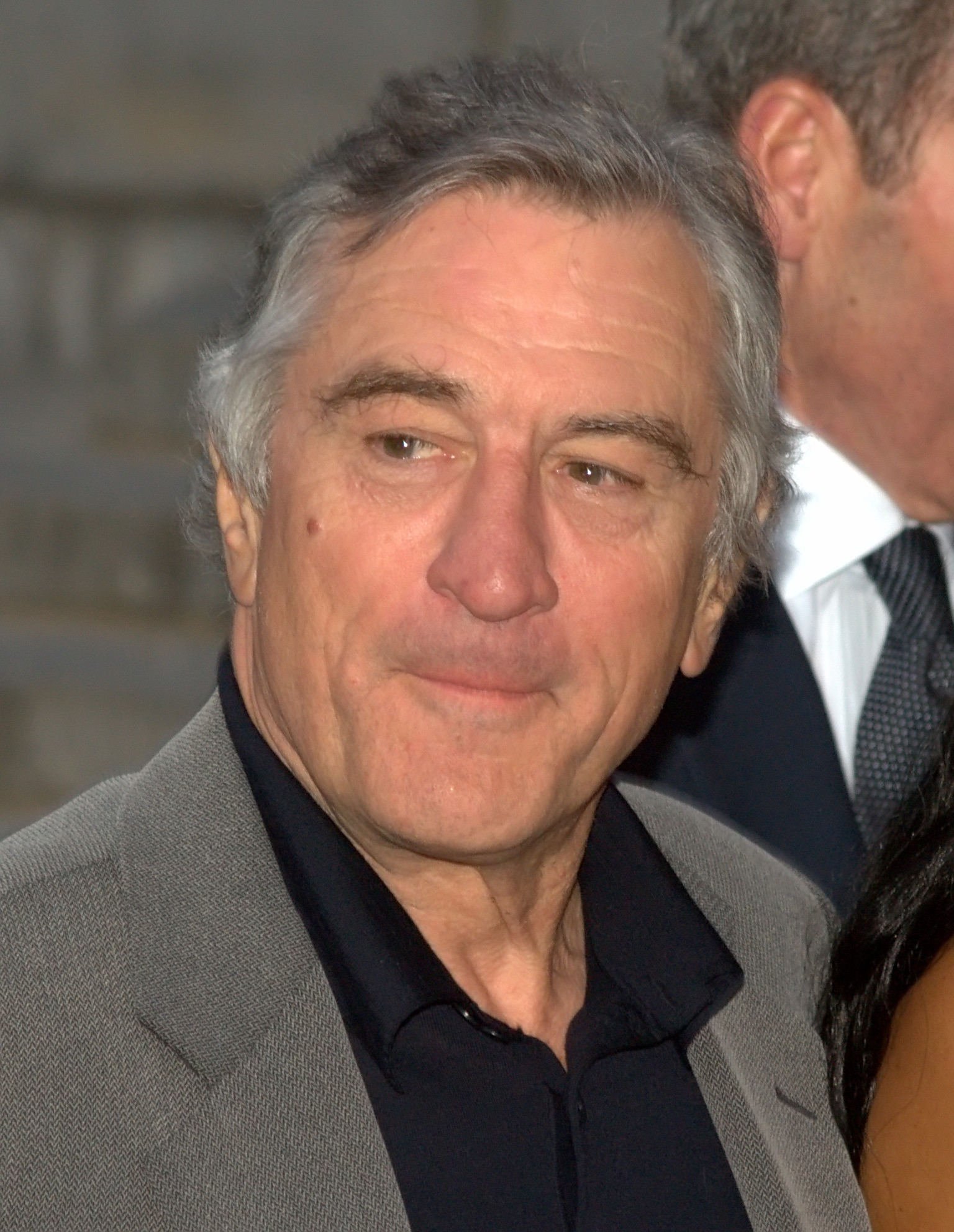
Robert De Niro (Frank Goode)
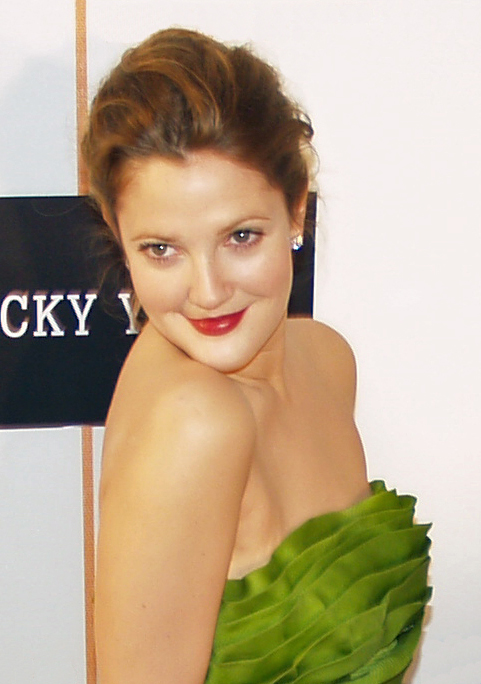
Drew Barrymore (Rosie)
Kate Beckinsale (Amy)
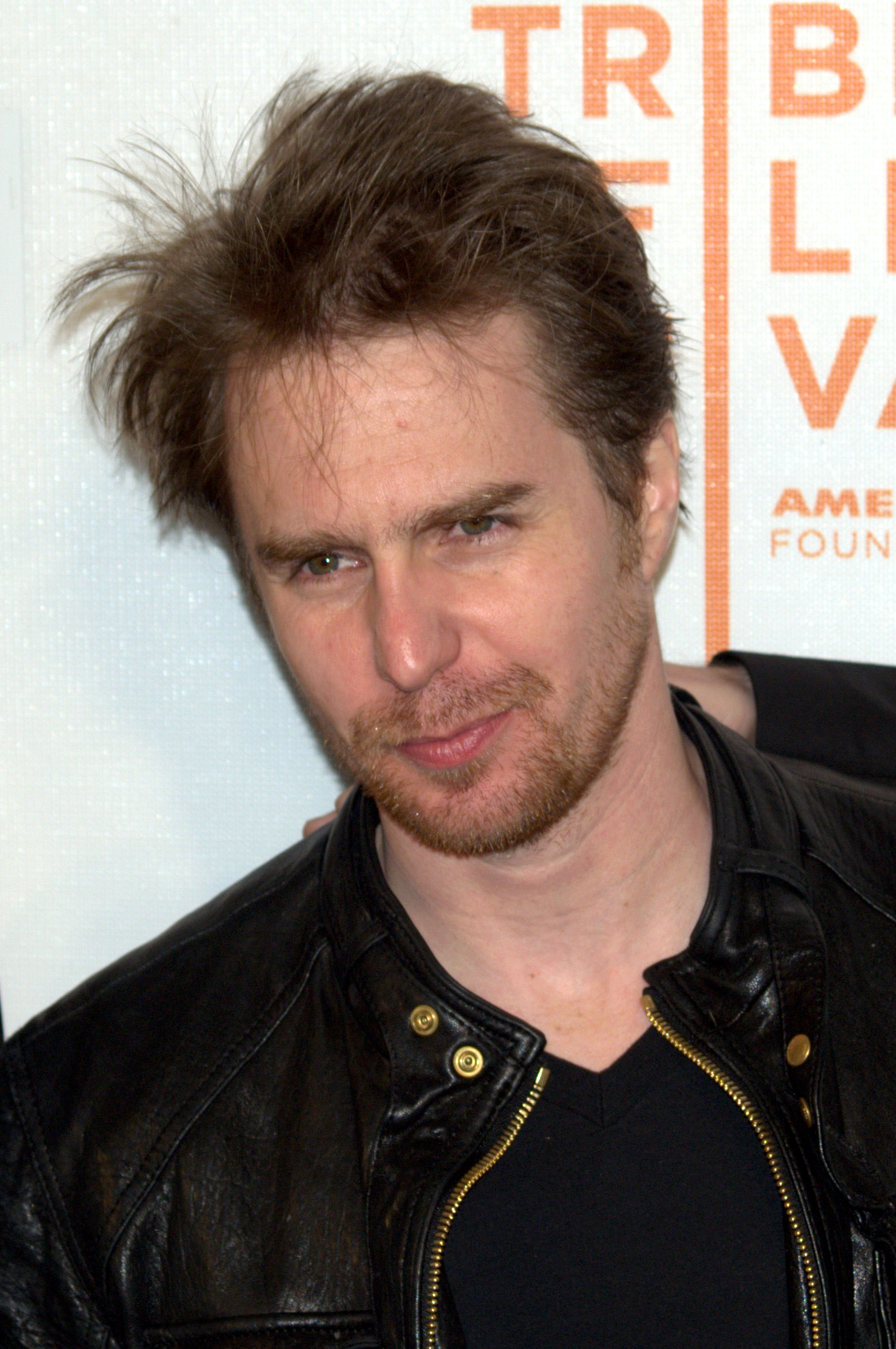
Sam Rockwell (Robert)

## Production
Le film fut filmé dans l'État du Connecticut et à New York. Le tournage a eu lieu du 14 avril au 6 juin 2008.

## Réception

### Réception et critiques
Everybody's Fine a reçu un accueil critique mitigé, récoltant 47 % d'avis positifs, chiffre basé sur 130 commentaires (61 avis positifs et 69 avis négatifs) avec une note moyenne de 5,3 sur 10 et 50 % dans la catégorie Top Critics, basé sur 29 commentaires (14 avis positifs et 14 avis négatifs) sur le site Rotten Tomatoes.
Sur le site Metacritic, il a obtenu 47 sur 100, basé sur 25 critiques (10 avis positifs, 8 avis variables et 7 avis négatifs).
La critique, dans l'ensemble, salue la prestation de Robert De Niro, par son intensité et sa présence qui brille même quand il ne joue pas Travis Bickle (son personnage de Taxi Driver) et Jake La Motta (son personnage de Raging Bull).
Néanmoins, le film a obtenu un bon accueil de la part du public, obtenant 7,2 sur 10 sur le site Internet Movie Database, basé sur plus de 12 440 notes, 3,5 sur 5 sur le site Allociné, basé sur 140 notes, dont 34 % de critiques ayant noté 3 étoiles et 26 % de critiques ayant noté cinq étoiles et 9 critiques positifs sur 9 sur le site Metacritic.

### Box office
| Pays ou région | Box-office   | Date d'arrêt du box-office | Nombre de semaines |
| -------------- | ------------ | -------------------------- | ------------------ |
| Mondial        | 16 443 609 $ | 9 janvier 2011             | 56                 |
| États-Unis     | 9 208 876 $  | 24 décembre 2009           | 3                  |

Everybody's Fine n'a pas rencontré le succès public espéré, car n'ayant eu que trois semaines d'exploitation en salle. Le film s'est classé directement à la dixième place lors de sa première semaine avec seulement 5,1 millions de dollars de recettes engrangées au box-office américain, pour un budget estimé à 21 millions de dollars. Finalement, le film a récolté au total 9 208 876 dollars de recettes sur le territoire américain au bout de la troisième et dernière semaine, se classant 146e des films sortis en 2009.
Les recettes mondiales ne parviennent pas à compenser l'échec commercial aux États-Unis, puisque les recettes internationales sont de 7 234 733 dollars, (soit 2 millions de moins qu'aux États-Unis), pour un total de 16 443 609 dollars de recettes au box-office mondial.

## Autour du film
- Sam Rockwell retrouve Drew Barrymore après Charlie et ses drôles de dames (2000) et Confessions d'un homme dangereux (2002), dans lequel ils incarnent des amants pour le premier et un couple dans le second, et Kate Beckinsale après Snow Angels (2006), dans lequel ils incarnent un couple divorcé. Concernant ce sujet, Rockwell répond qu'il a remarqué le côté « incestueux » de cette relation fraternelle : « J'ai tout de même des sœurs super sexys ! Sexys et drôles » [18].
- Kirk Jones, réalisateur du long-métrage, est un fan de Giuseppe Tornatore, réalisateur d' Ils vont tous bien !. Il a également pour film préféré Cinema Paradiso (Nuovo cinema Paradiso), du même Tornatore[19].
- La dernière phrase prononcée par Robert De Niro dans le film est « Ils vont tous bien ! », reprenant ainsi le titre du film originel.
- Lily Mo Sheen, qui joue Amy jeune, n'est autre que la fille de Kate Beckinsale, qui incarne quant à elle Amy adulte.
- En France, le film a connu une distribution en salles en province, principalement dans le Nord en avril 2010, avant une sortie directement en vidéo le 25 août 2010 en DVD édité par Miramax.
- Kirk Jones a toujours pensé que Robert De Niro serait parfait pour incarner le rôle principal. Mais le réalisateur n'avait jamais imaginé qu'il rencontrerait l'acteur ou qu'il accepterait le rôle[19].
- La chanson (I Want to) Come Home, écrite et interprétée par Paul McCartney, fut nommée au Golden Globe de la meilleure chanson. Il l'a composée après avoir assisté à une projection test et fut touché par le personnage de Robert De Niro[19].